# 繪架座ν
繪架座ν，又名CP-56 1072，HD 45229、SAO 234473、HR 2320，是繪架座的一颗恒星，视星等为5.61，位于銀經265.18，銀緯-26.16，其B1900.0坐标为赤經6h 21m 8.7s，赤緯-56° -26.16′ 57″。